# حكمت الهجري
حكمت سلمان الهجري (1965-) هو الرئيس الروحي لطائفة الموحدين الدروز في سوريا، ويُعتبر مرجعية دينية واجتماعية بارزة في محافظة السويداء.

## نشأته
وُلد الهجري في 9 يونيو 1965 في فنزويلا، حيث كان والده يعمل آنذاك، ثم عاد إلى سوريا لإكمال تعليمه الأساسي والثانوي. التحق بجامعة دمشق لدراسة الحقوق عام 1985 وتخرج فيها عام 1990.

## مسيرته المهنية
في عام 2012، خلف شقيقه أحمد في منصب الرئاسة الروحية للطائفة الدرزية بعد وفاة الأخير في حادث سير. يُذكر أن هذا المنصب تتوارثه الأسرة منذ القرن التاسع عشر. شهدت فترة توليه انقسامًا في الهيئة الروحية للطائفة إلى هيئتين، الأولى برئاسته في بلدة القنوات، والثانية بقيادة الشيخين حمود الحناوي ويوسف جربوع في منطقة عين الزمان.

## مواقفه السياسية

### مع نظامبشار الأسد
عُرف الهجري في البداية بتأييده لنظام بشار الأسد، مما أدى إلى تراجع شعبيته داخل المجتمع الدرزي. ومع اندلاع الثورة السورية، واجه ضغوطًا لإعلان موقف واضح من النظام، خاصة بعد سقوط قتلى من المتظاهرين برصاص الأجهزة الأمنية. في 25 يناير 2021، تعرض لإهانة من رئيس فرع المخابرات العسكرية لؤي العلي خلال مكالمة هاتفية استفسر فيها عن مصير أحد معتقلي السويداء، مما أثار غضبًا واسعًا واحتجاجات في المنطقة.

### ما بعدبشار الأسد
بعد سقوط نظام الأسد في 8 ديسمبر 2024، دعا الهجري إلى حوار وطني شامل تحت إشراف دولي للوصول إلى حكومة انتقالية تمثل جميع أطياف المجتمع السوري. وفي حوار تلفزيوني بُث في يناير 2025، شدد الهجري على أن الحديث عن تسليم السلاح "مبكر جدًا"، معتبرًا أن هذا الأمر "مرفوض نهائيًا لحين تشكيل الدولة وكتابة الدستور لضمان الحقوق".
كما أكد في بيان له في 17 فبراير 2025 على وحدة سوريا أرضًا وشعبًا، رافضًا أي توجه نحو الانفصال أو إعادة تدوير الفاسدين في مؤسسات الدولة. كما شدد على ضرورة إدارة مدنية تكنوقراطية خالية من الانتماءات العرقية أو الدينية أو السياسية، محذرًا من فقدان البوصلة الوطنية بعد سقوط النظام.

### مع الرئيسأحمد الشرع
عبّر عن مواقف متباينة تجاه الرئيس السوري أحمد الشرع، حيث أعرب في تسجيل مصور عن عدم وجود توافق مع حكومة دمشق، واصفًا إياها بالمتطرفة والمطلوبة للعدالة الدولية، وأكد أن السلطات تسعى لزرع الخلاف في السويداء من خلال اختيار شخصيات غير مقبولة لتمثيل المحافظة. كما رفض الاعتراف بالإعلان الدستوري ووصفه بأنه "غير منطقي".

### مواقفه الدولية
في مقابلة أجرتها صحيفة واشنطن بوست الأمريكية ، عبّر حكمت الهجري ، عن موقف لافت تجاه إسرائيل ، مخالفاً بذلك المواقف التقليدية التي تبنتها الحكومات السورية المتعاقبة ، وقال : "إسرائيل ليست العدو"، مشيراً إلى أن ما عاشه السوريون لعقود من شعارات معاداة إسرائيل لم يكن يخدم مصلحة الشعب . وأضاف: "عشنا تحت هذه الشعارات لعقود. في سوريا ، يجب أن نهتم فقط بالقضية السورية".